# Puchar Bułgarii w piłce siatkowej mężczyzn
Puchar Bułgarii w piłce siatkowej mężczyzn (buł. Купа на България по волейбол мъже) – cykliczne krajowe rozgrywki sportowe, organizowane corocznie od 1954 roku przez Bułgarski Związek Piłki Siatkowej (Българска федерация по волейбол) dla bułgarskich męskich klubów siatkarskich.
Pierwszym zdobywcą Pucharu Bułgarii był klub Minjor Pernik. Najwięcej razy Puchar Bułgarii zdobywał klub CSKA Sofia (19).

## Finaliści
| Sezon | Sezon     | Miejsce finału | 1. miejsce                       | 2. miejsce                  | Wynik finału                            |
| ----- | --------- | -------------- | -------------------------------- | --------------------------- | --------------------------------------- |
| 1     | 1954      | brak danych    | Minjor Pernik                    | brak danych                 | brak danych                             |
| 2     | 1955      | brak danych    | Minjor Pernik                    | Udarnik Sofia               | brak danych                             |
| 3     | 1956      | brak danych    | Inżstroj Sofia                   | brak danych                 | brak danych                             |
| 4     | 1957      | brak danych    | Sławia Sofia                     | brak danych                 | brak danych                             |
| —     | 1958      |                |                                  |                             |                                         |
| 5     | 1959      | brak danych    | WIF Sofia                        | brak danych                 | brak danych                             |
| 6     | 1960      | brak danych    | Spartak Sofia                    | brak danych                 | brak danych                             |
| 7     | 1961      | brak danych    | MZ Lenin Pernik                  | brak danych                 | brak danych                             |
| —     | 1962–1965 |                |                                  |                             |                                         |
| 8     | 1966      | brak danych    | Spartak Sofia                    | brak danych                 | brak danych                             |
| 9     | 1967      | brak danych    | CSKA „Czerweno zname“ Sofia      | brak danych                 | brak danych                             |
| 10    | 1968      | brak danych    | Spartak Sofia                    | brak danych                 | brak danych                             |
| 11    | 1969      | brak danych    | CSKA „Septemwrijsko zname“ Sofia | brak danych                 | brak danych                             |
| 12    | 1970      | brak danych    | CSKA „Septemwrijsko zname“ Sofia | ŻSK Sławia Sofia            | brak danych                             |
| 13    | 1971      | brak danych    | Akademik Sofia                   | brak danych                 | brak danych                             |
| 14    | 1972      | brak danych    | Lewski-Spartak Sofia             | Sławia Sofia                | brak danych                             |
| 15    | 1973      | brak danych    | CSKA „Septemwrijsko zname“ Sofia | brak danych                 | brak danych                             |
| 16    | 1974      | brak danych    | Sławia Sofia                     | brak danych                 | brak danych                             |
| 17    | 1975      | brak danych    | Minjor Pernik                    | brak danych                 | brak danych                             |
| 18    | 1976      | brak danych    | Sławia Sofia                     | brak danych                 | brak danych                             |
| 19    | 1977      | brak danych    | Sławia Sofia                     | brak danych                 | brak danych                             |
| 20    | 1978      | brak danych    | Sławia Sofia                     | brak danych                 | brak danych                             |
| 21    | 1979      | brak danych    | CSKA „Septemwrijsko zname“ Sofia | brak danych                 | brak danych                             |
| 22    | 1980      | brak danych    | Lewski-Spartak Sofia             | brak danych                 | brak danych                             |
| 23    | 1981      | brak danych    | CSKA „Septemwrijsko zname“ Sofia | brak danych                 | brak danych                             |
| 24    | 1982      | brak danych    | CSKA „Septemwrijsko zname“ Sofia | Sławia Sofia                |                                         |
| 25    | 1983      | brak danych    | Lewski-Spartak Sofia             | brak danych                 | brak danych                             |
| 26    | 1984      | brak danych    | CSKA „Septemwrijsko zname“ Sofia | brak danych                 | brak danych                             |
| 27    | 1985      | brak danych    | CSKA „Septemwrijsko zname“ Sofia | brak danych                 | brak danych                             |
| 28    | 1986      | brak danych    | CSKA „Septemwrijsko zname“ Sofia | brak danych                 | brak danych                             |
| 29    | 1987      | brak danych    | Lewski-Spartak Sofia             | brak danych                 | brak danych                             |
| 30    | 1988      | brak danych    | CSKA „Septemwrijsko zname“ Sofia | brak danych                 | brak danych                             |
| 31    | 1989      | brak danych    | Lewski-Spartak Sofia             | Sławia Sofia                | brak danych                             |
| 32    | 1990      | brak danych    | CSKA Sofia                       | Sławia Sofia                | brak danych                             |
| 33    | 1991      | brak danych    | CSKA Sofia                       | brak danych                 | brak danych                             |
| 34    | 1992      | brak danych    | CSKA Sofia                       | brak danych                 | brak danych                             |
| 35    | 1993      | brak danych    | CSKA Sofia                       | brak danych                 | brak danych                             |
| 36    | 1994      | brak danych    | Sławia Sofia                     | brak danych                 | brak danych                             |
| 37    | 1995      | brak danych    | Sławia Sofia                     | Dobrudża Dobricz            | 3:1                                     |
| 38    | 1996      | brak danych    | Lewski Sikonko Sofia             | brak danych                 | brak danych                             |
| 39    | 1997      | brak danych    | Lewski Sikonko Sofia             | Sławia Sofia                | brak danych                             |
| 40    | 1998      | brak danych    | Sławia Sofia                     | brak danych                 | brak danych                             |
| 41    | 1999      | brak danych    | Sławia Chebrosgaz Sofia          | brak danych                 | brak danych                             |
| 42    | 2000      | Sofia          | Lewski Sikonko Sofia             | CSKA Royal Cake Sofia       | 3:1 (25:18, 24:26, 25:17, 25:17)        |
| 43    | 2001      | brak danych    | Lewski Sikonko Sofia             | CSKA Royal Cake Sofia       | 3:0 (25:17, 25:16, 34:32)               |
| 44    | 2002      | brak danych    | CSKA Royal Cake Sofia            | brak danych                 | brak danych                             |
| 45    | 2003      | brak danych    | Lewski Sikonko Sofia             | brak danych                 | brak danych                             |
| 46    | 2004      | brak danych    | Lewski Sikonko Sofia             | Marek Junion-Iwkoni Dupnica | 3:1 (25:17, 24:26, 25:22, 25:22)        |
| 47    | 2005      | Sofia          | Sławia Sofia                     | Lewski Sikonko Sofia        | 3:1 (25:17, 31:33, 26:24, 25:17)        |
| 48    | 2006      | Sofia          | Lewski Sikonko Sofia             | Łukoil Neftochimik Burgas   | 3:2 (23:25, 23:25, 25:17, 25:18, 15:7)  |
| 49    | 2007      | Burgas         | Łukoil Neftochimik Burgas        | Pirin Bałkanstroj Razłog    | 3:0 (25:21, 25:18, 25:21)               |
| 50    | 2008      | Warna          | Łukoil Neftochimik Burgas        | CSKA Sofia                  | 3:0 (25:23, 25:23, 25:18)               |
| 51    | 2009      | Pazardżik      | CSKA Sofia                       | Marek Junion-Iwkoni Dupnica | 3:2 (25:19, 25:18, 26:28, 20:25, 15:13) |
| 52    | 2010      | Sofia          | CSKA Sofia                       | Łukoil Neftochimik Burgas   | 3:1 (25:22, 25:23, 21:25, 25:17)        |
| 53    | 2011      | Sofia          | CSKA Sofia                       | Pirin Bałkanstroj Razłog    | 3:2 (26:24, 25:19, 23:25, 24:26, 15:4)  |
| 54    | 2012      | Błagojewgrad   | Lewski Wolej Sofia               | Arda Kyrdżali               | 3:2 (12:25, 25:23, 22:25, 25:19, 17:15) |
| 55    | 2013      | Gabrowo        | Marek Junion-Iwkoni Dupnica      | CSKA Sofia                  | 3:1 (25:15, 15:25, 25:19, 25:12)        |
| 56    | 2014      | Sofia          | Lewski Booł Sofia                | Dobrudża 07 Dobricz         | 3:0 (25:18, 25:15, 25:15)               |
| 57    | 2015      | Dobricz        | Dobrudża 07 Dobricz              | Montana                     | 3:0 (25:20, 32:30, 25:18)               |
| 58    | 2016      | Burgas         | Neftochimik 2010 Burgas          | Dobrudża 07 Dobricz         | 3:1 (25:23, 19:25, 25:18, 25:16)        |
| 59    | 2017      | Dobricz        | Dobrudża 07 Dobricz              | Montana                     | 3:2 (21:25, 25:20, 16:25, 25:22, 15:9)  |
| 60    | 2018      | Montana        | Neftochimik 2010 Burgas          | Montana                     | 3:0 (25:16, 25:23, 25:17)               |
| 61    | 2019      | Pazardżik      | Chebyr Pazardżik                 | Neftochimik 2010 Burgas     | 3:2 (27:25, 18:25, 23:25, 25:22, 15:7)  |
| 62    | 2020      | Burgas         | Chebyr Pazardżik                 | Neftochimik 2010 Burgas     | 3:0 (25:19, 25:23, 27:25)               |
| 63    | 2021      | Pazardżik      | Neftochimik 2010 Burgas          | Dobrudża 07 Dobricz         | 3:2 (25:21, 23:25, 25:21, 23:25, 15:11) |
| 64    | 2022      | Burgas         | Chebyr Pazardżik                 | Neftochimik 2010 Burgas     | 3:1 (25:23, 25:27, 25:23, 25:21)        |
| 65    | 2023      | Pazardżik      | Chebyr Pazardżik                 | Deja sport Burgas           | 3:2 (15:25, 21:25, 25:22, 25:19, 15:12) |
| 66    | 2024      | Sofia          | Deja sport Burgas                | Lewski Sofia                | 3:1 (25:20, 18:25, 25:18, 25:18)        |
| 67    | 2025      | Burgas         | Lewski Sofia                     | Montana                     | 3:1 (25:22, 18:25, 25:18, 25:16)        |

## Bilans klubów
| Klub                    | złoto |
| ----------------------- | ----- |
| CSKA Sofia              | 19    |
| Lewski Sofia            | 15    |
| Sławia Sofia            | 10    |
| Neftochimik 2010 Burgas | 5     |
| Chebyr Pazardżik        | 4     |
| Minjor Pernik           | 3     |
| Spartak Sofia           | 3     |
| Dobrudża Dobricz        | 2     |
| Akademik Sofia          | 1     |
| Deja sport Burgas       | 1     |
| Inżstroj Sofia          | 1     |
| Marek Dupnica           | 1     |
| MZ Lenin Pernik         | 1     |
| WIF Sofia               | 1     |

1. ↑  Obejmuje również puchar zdobyty przez Lewski Booł Sofia.